# Мобилен маркетинг
Мобилният маркетинг може да се представи в две категории. Първата и сравнително нова категория изобразява маркетинга чрез мобилно устройство (като мобилен телефон), използващо SMS маркетинг (това е пример за хоризонтална телекомуникационна конвергенция). Втората и по-традиционна дефиниция описва маркетинга като подвижен, например технологично шоу или сменящи се билбордове.
Въпреки че има различни определения за концепцията на мобилния маркетинг, не съществува общоприета дефиниция. Мобилният маркетинг е широко определян като „използването на мобилни средства за маркетингова комуникация“ или „разпространението на всякакъв вид промоционални или рекламни съобщения на клиенти чрез безжичната мрежа“. По-точно определение е: ”използването на интерактивно безжично устройство, за да осигури на клиентите време, подходяща локация и интересуващата ги информация за рекламираните стоки, услуги и идеи като по този начин информацията придобива стойност за всички предприемачи“. През ноември 2009 Мобилната маркетингова асоциация обновява дефиницията си за мобилен маркетинг: „мобилният маркетинг е серия от практики, които позволяват на организациите да общуват и да се ангажират с техните клиенти по един интерактивен и уместен начин, през всяко едно мобилно устройство или мрежа“.
Мобилният маркетинг е широко познат като безжичен маркетинг, но „безжичен“ не означава задължително „мобилен“. Например комуникацията на един потребител с уебсайт, от персонален компютър вкъщи, идващ от безжична локална мрежа (WLAN) или сателитна мрежа, ще се квалифицира като безжична, но не и като мобилна връзка.

## Мобилен маркетинг чрез SMS
Маркетинг чрез мобилен телефон, известен като SMS маркетинг, става по-популярен заради нарастващата употреба на SMS-и (SMS – Short Message Service) от началото на 2000 г. в Европа и някои части на Азия, когато бизнес компаниите започват да събират мобилни номера и да изпращат желани (или нежелани) съобщения. Като цяло, SMS-ите се четат в рамките на четири минути, което ги прави доста удобни.
През последните няколко години SMS маркетингът се превръща в законен рекламен канал в някои части на света. Това е така, защото за разлика от имейла пращан по интернет, преносителите, които имат свои собствени мрежи, са създали правила за мобилната индустрия (включително и за мобилната реклама.) ИРБ (интерактивно рекламно бюро), също и Мобилната маркетингова асоциация са установили правила и са узаконили използването на мобилните канали от маркетинговите представители. Докато това е бил един успешен процес в развитите региони като Северна Америка и Западна Европа и някои други държави, мобилните спам съобщения (спам – смс изпратен на мобилни абонати, без неговото законно или изрично съгласие) остават проблем в много части на света, отчасти защото доставчиците продават своята потребителска информационна база на трето лице. В Индия, обаче, усилията от страна на парламента за създаване на национален регистър „Do Not Call registry“ е помогнало на много абонати да спрат получаването на рекламни SMS-и, просто чрез SMS или обаждане на 1909.
Мобилният маркетинг чрез SMS се разширява силно в Европа и Азия, като един нов рекламен канал достигащ до потребителя. SMS-ите първоначално получават негативна реакция от страна на медиите в много части на Европа, защото се смята, че това е една нова форма на спам, тъй като някои рекламни агенции купуват информационни бази и пращат нежелани съобщения. Обаче, откакто мобилните оператори определят правилата, SMS-ът се превръша в най-популярния клон на индустрията мобилен маркетинг, с няколко стотици милиона рекламни SMS-и изпращани всеки месец само в Европа.
В Европа първата кампания за кратки SMS кодове между различни доставчици се е водила от Txtbomb през 2001 година, заради излизането на пазара на Island Records, а в Северна Америка първа е била компанията Labatt Brewing Company през 2002 г. Кратките мобилни кодове придобиват все по-голяма популярност, като един нов канал за комуникация с мобилния абонат. Известните марки започват да третират мобилните кратки кодове като уеб адрес позволяващ на потребителя да комуникира с бранда по всяко време.
Услугите на SMS маркетинга по принцип поддържат кратък код (short code), но изпращането на текстово съобщение до имейл адрес е съвсем друго нещо. Кратките кодове са дълги 5 или 6 цифри и се определят от всички мобилни оператори в дадена държава, за да могат да бъдат използвани от различни кампании и други потребителски услуги. Заради високите цени кратките кодове (500 – 1000 долара на месец) много малки фирми решават да споделят един кратък код и по този начин да намалят месечните си разходи. Мобилните оператори проверяват всяко заявление за short code преди пускането му в употреба и наблюдават услугата, за да се уверят, че не се отклонява от първоначалното си предназначение. Друг алтернативен начин за пращане на съобщение чрез кратък код или имейл е чрез персонален номер. Освен чрез кратък код, SMS-ите много често се пращат от „long numbers“ (дълъг код) – интернационален телефонен код, който може да се използва вместо кратък код или SMS с допълнително заплащане за получаването на различни промоции. Дългите кодове са валидни интернационално, освен това те позволяват на фирмите да имат свой собствен номер, вместо кратък номер, който по принцип се поделя между няколко агенции. Друг техен плюс е, че те не изискват допълнително заплащане.
Определящият фактор при избора на доставчик е възможността на потребителя сам да си избере услугата. Мобилният оператор изисква двойно потвърждение от страна на потребителя, което включва възможността да се откаже по всяко време от услугата като просто изпрати съобщение „стоп“. Тези правила са указани в „MMA Consumer Best Practices Guidelines“, които се спазват от всички мобилни компании в САЩ.

## Мобилен маркетинг чрез MMS
MMS мобилният маркетинг може да съдържа slide show от картинка, текст, звук и видео. Това съдържание е предоставено от MMS-а (MMS – multimedia message service). Почти всички нови телефони с цветен дисплей могат да пращат и получават стандартни MMS съобщения.
Компаниите могат да сключват или приключват договори с абонати чрез MMS (MMS A2P – application to person), тоест мобилната мрежа до абоната. В някои мрежи е възможно да се поддържат съобщения, които се изпращат P2P (person to person), т.с. договора между частни лица.
Добър пример за мобилна MMS маркетингова кампания е тази на Motorola, във „House of Blues“, където компанията позволява на абонатите си да пращат снимки на LED директно от мобилните си телефони в реално време или да ги качват в блоговете си онлайн.

## Мобилен маркетинг в игрите
Има четири основни тенденции в мобилните игри: интерактивни 3D игри, масови игри и игри в мрежа. Това означава, че тенденцията в игрите се насочва към по-сложни, по-богати и подобрени игри. От друга страна има така наречените обикновени игри, например такива, които са много прости и лесни. Повечето мобилни игри днес са точно такива ”обикновени“ и това сигурно ще бъде така за дълго.
Компаниите предоставят реклами или спонсорират цели мобилни игри, за да поддържат потребителското внимание. Това е известно като реклама в мобилните игри или такива спонсорирани от реклами.

## Мобилен web (интернет) маркетинг
Рекламата на интернет страници специално предназначени за мобилни устройства също е опция. Мобилната маркетингова асоциация осигурява поредица от правила и стандарти, които определят формата на рекламите, презентациите и параметрите в съобщенията. Google, Yahoo и други големи мобилни търсачки продават места за реклама на интернет страниците си от години. Освен това, определени функции на интернет страниците могат да комуникират с определени мобилни функции и да се синхронизират, като това подпомага на потребители които не са постоянно на компютрите си, като такива са например напомнения за срещи, семинари или други важни събития.

## Мобилен маркетинг чрез код за бърз достъп (QR code – Quick response code)
QR кодовете са разпространени в Азия и Европа, но не и в Северна Америка допреди 2011 г., оригинално одобрени през 1997 като ISS стандарт. Тези кодове са разработени първоначално за проследяване на автомобилни части в Япония.
В сравнение с огромната употреба на смартфони, QR кодовете са по-широко разпространени в маркетинговия бизнес, on- и offline.
Действащ като визуален hyperlink към страница, QR кодът улеснява достъпа на някого до мобилни рекламни страници и така той представлява един мощен инструмент за привличане на клиенти.
Потенциалът на QR кода да намира такива клиенти, offline и да осигурява анализ свързан с тях, който преди е бил запазен само за online клиентите, е още една добра причина за маркетинговите представители да го избират.
Някои от последните известни кампании, на QR кода включват „Bilboards“ от Келвин Клайн на Тайм Скуер, „Starbucks“, и Лейди Гага.
QR кодовете нямат ограничения и всичко може да бъде намерено с едно просто търсене в Google.
Компании, които специално се занимават с цялостни маркетингови решения, по принцип сливат знаците на проследяващи и осигуряващи информация QR кодове.

## Мобилен маркетинг чрез Bluetooth
Възходът на Bluetooth-а стартира около 2003 година. Някои компании по това време в Европа предлагат „hotspot“ система, която е вид система, контролираща съдържанието чрез bluetooth. Тази технология има предимствата, че изисква позволение при свързване, има по-голяма скорост на връзката и е радио базирана, което означава, че не се плаща за нея. Най-вероятно първото устройство за мобилен маркетинг чрез bluetooth е било направено за проекта в „AmbieSense“ (2001 – 2004). „Tata Motors“ създават една от най-големите bluetooth маркетингови кампании в Индия за марката си „Sumo Grande“. Други такива кампании са правени за Уолт Дисни, рекламирайки филма „Училищен мюзикъл“.

## Мобилен маркетинг чрез инфраред
Инфраредът е най-старата и най-ограничена форма на мобилен маркетинг. Някои европейски компании са правили експерименти за online пазаруване чрез инфраред в края на 90-те. Обаче, инфраредът има много ограничен обхват (около 10 cm – 1 m) и не е могъл да се установи като водеща технология в мобилния маркетинг.

## Мобилен маркетинг чрез Proximity Systems (близко разположени системи)
Мобилният маркетинг чрез Proximity Systems, също известен като Proximity Marketing, зависи от GSM 03.41 което дефинира SMS –a (The Short Message Service – Cell Broadcast). SMS – CB позволява съобщения (реклама, публична информация и др.) да бъдат разпространявани до всички мобилни потребители в определена географска зона. Във Филипините такива системи се използват от определени правителствени агенции за разпространяване на информация за обществено-правителствени програми. Също така те се използват за търговски цели, известни като Proxima SMS. „Bluewater“, търговски център във Великобритания има такава система, базирана на GSM, която позволява обаждания и също така всеки клиент с мобилен телефон може да бъде засечен в магазина, къде и колко пазарува. Тази система позволява съобщения със специални оферти да бъдат разпращани.

## Услуги базирани на локацията (Location-based services)
Location-based services (LBS) се предлагат от някои мобилни оператори като начин да се изпращат реклами и друга информация на абонатите в зависимост от тяхното текущо местонахождение. Мобилният оператор разбира локацията чрез GPS чип, монтиран в телефона или чрез радио локация или трилатерация (базирана на силата на сигнала на най-близкия предавател – за телефони без GPS система). В Обединеното кралство не използват трилатерация. LBS услугите използват една основна база (BS – base station) с „неточен радиус“, за да определят текущото място на конкретен телефон.
Междувременно, LBS услугите могат да бъдат задействани и без GPS. Мобилната WIMax технология придава едно ново измерение на мобилния маркетинг. Новият тип мобилен маркетинг се предвижда да бъде между BS (base station) и множество от CPE (consumer premise equipment) монтиран върху превозно средство. Когато автомобилът влезе в ефективния обхват на BS, покривът с CPE с LCD touchscreen зарежда група икони или банери с различни или индивидуални икони, които могат да бъдат активирани само с докосване или чрез гласов контрол. На екрана, всеки потребител има рамка от 5 – 7 икони или банери, от които да избира и рамката ги показва едно след друго. Този мобилна WIMax удобена LBS услуга е конфиденциална и обръща по-голямо внимание на отделния потребител, в сравнение с LBS задействан от GPS.
През юли 2003 са били задействани първите LBS системи на мобилните оператори във Великобритания.

## Медия контролирана от потребители (User-controlled)
Мобилният маркетинг се различава от повечето други форми на маркетинг, защото в повечето случаи се инициира от потребителя, изисква съгласието му да получава рекламни съобщения. Обаждания провеждани от оператор с потребител се наричат мобилно прекратени съобщения (mobile terminated). Тази инфраструктура сочи към една мода в мобилния маркетинг, породена от комуникация контролирана от потребителя. Заради голямото търсене на повече медия контролирана от абоната, доставчиците на мобилната инфраструктура са разработили структура, която предлага повече свобода за потребителя за разлика от медията контролирана от мрежата (network – controlled). Освен с тези плюсове на user-controlled mobile messaging 2.0 блоговете му в света са създадени, за да разпространяват последните новости на мобилната технология. През юни 2007 Airwide solutions стават официалните спонсори на блога на mobile messaging 2.0, което осигурява мненията на много хора за свободата на мобилните технологии.

## Конфиденциалността в мобилния маркетинг
Мобилната реклама става все по-известна, но някои от тези реклами се изпращат без необходимото съгласие от страна на потребителя и това води до нарушаване на правата за конфиденциалност. Трябва да се знае, че ако личното пространство на потребителите не се зачита и не е защитено, то е без значение колко добри са рекламните съобщения или колко възможности предоставят.
Проблемите с конфиденциалността се забелязват още повече с появата на мобилната информационна мрежа. Много нови трудности произтичат главно от факта, че мобилните устройства са твърде персонални и са винаги с потребителя. Могат да бъдат откроени четири главни проблема: мобилен спам, персонална идентификация, локална информация и сигурност на безжичната връзка.